# Vladimír Radimský
Vladimír Radimský (25. února 1880 Kolín – 1. listopadu 1977 Kolín) byl český diplomat Rakouska-Uherska, posléze Československa. Před vznikem Československa působil zejména v Britské Indii, Persii a Itálii, letech 1920 až 1927 pak působil jako první vyslanec ČSR ve Švédsku.

## Život

### Mládí
Narodil se v Kolíně v Polabí do rodiny poslance Českého zemského sněmu a majitele statku Pašinka u Kolína Václava Radimského. Po vychození obecné školy absolvoval gymnázium, následně pak vystudoval vídeňskou Orientální akademii (později c. a k. Konzulární akademie ve Vídni), prestižní rakouskou instituci pro vzdělávání budoucích diplomatů. Postupně dosáhl znalosti několika světových jazyků, včetně němčiny, francouzštiny či angličtiny, absolvoval roku 1903.

### Diplomat
Roku 1904 vstoupil státních služeb a byl zaměstnán rakouským ministerstvem zahraničí ve Vídni jakožto atašé v Bombaji v Britské Indii, poté v italské Smyrně, od roku 1907 pak působil jakožto chargé d'affaires při vyslanectví v Teheránu v Persii. Roku 1909 vydal ve Vídni brožru o průmyslu a řemeslech v Persii. Téhož roku byl svědkem státního převratu, při kterém byl šah Mohamed byl zbaven trůnu. V dubnu 1910 proto opustil Teherán a na koni cestoval přes Elburské pohoří, kolem Demavend na Barlfuruš, poté parníkem do Krasnovodsku a středoasijskou drahou přes Bokharu, Taškent, Samarkand a Samaru do Moskvy a dále přes Varšavu zpět do Rakouska-Uherska. Dále působil v rumunské Crajově, v Cařihradě, ve Varšavě a po čas první světové války ve Smyrně.

### Vyslanec Československa
Posléze se stal kariérním diplomatem při rezortu ministerstva zahraničních věcí ČSR. Od června 1919 byl prvním diplomatickým zástupcem ČSR v Polsku, jakožto chargé d'affaires. V lednu 1920 byl jmenován prvním čs. vyslancem ve Švédsku, s rozšířenou působností též v Norsku a Litvě. Roku 1928 pak nastoupil na místo velvyslance ČSR ve Vatikánu, kde působil až do jara 1939, kdy byla mise okolnostmi německé okupace Čech, Moravy a Slezska fakticky rozpuštěna. Do penze odešel k 30. dubnu 1939.
Následně pak žil na rodinném statku v Pašince u Kolína. Byl autorem memoárových spisů.

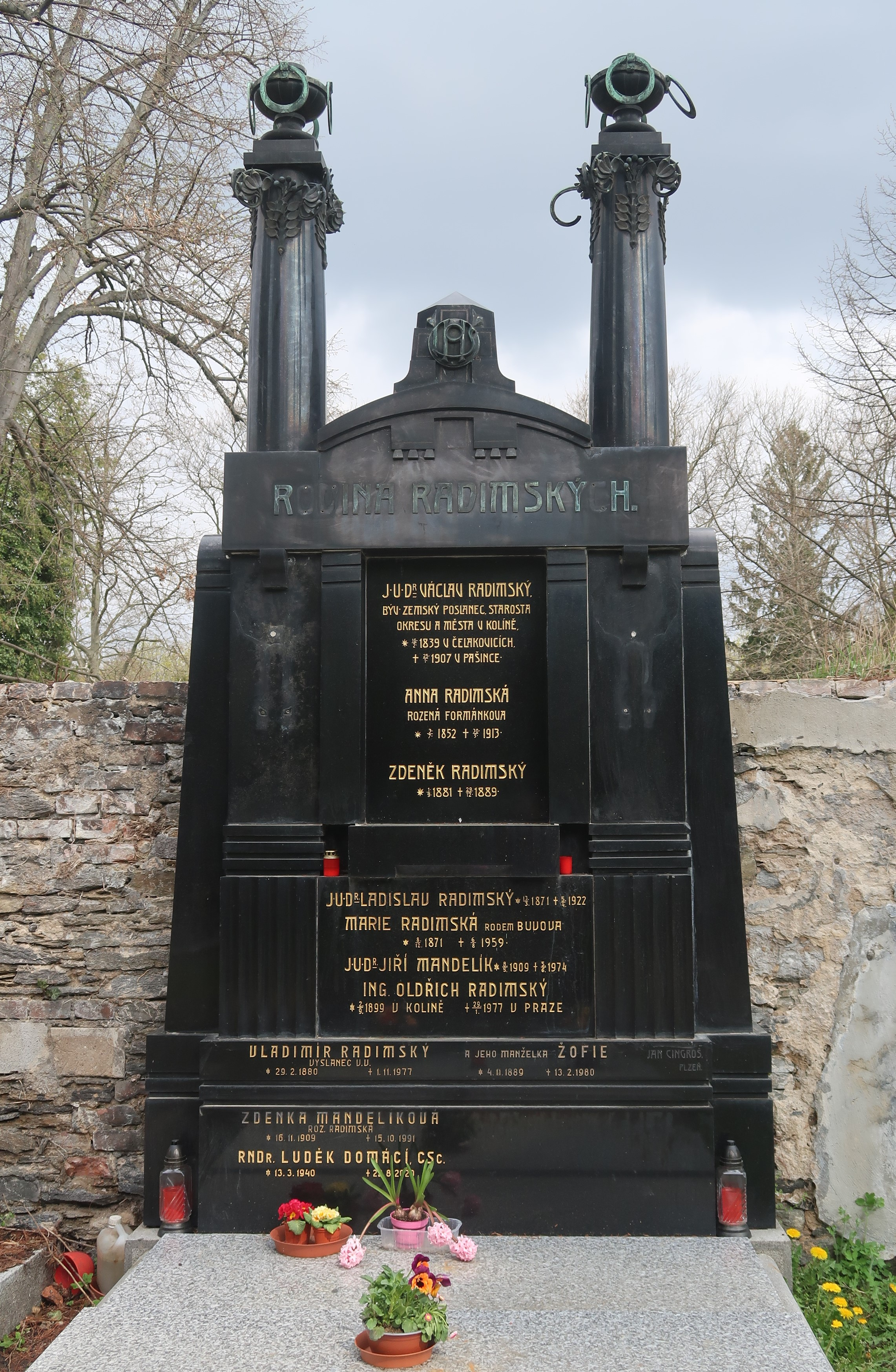
Hrobka rodiny Václava Radimského na Centrálním hřbitově v Kolíně

### Úmrtí
Vladimír Radimský zemřel 1. listopadu 1977 v Kolíně ve věku 97 let. Pohřben byl v rodinné hrobce na Centrální hřbitov v Kolíně .